# 플라나리아
플라나리아(planaria)는 편형동물문 와충류강, 삼기장목(三岐腸目) 플라나리아과에 속하는 동물이다.
몸 길이는 최대 3.5cm, 너비 4mm 정도이며 납작하다. 머리 양쪽에 짧은 더듬이가 있다. 안점(眼點)은 한 쌍으로서 앞쪽이마 부분에 많은 소안점(小眼點)을 가진 종류가 있고 많은 경우 140개의 소안점을 가진 종류도 있다. 입은 몸 중앙의 배쪽에 열려 있다.
깨끗한 강이나 개울에서 생활하며, 강가·호수의 밑바닥, 수생식물이나 돌 위 등을 기어다닌다. 몸은 섬모로 덮여 있으며, 섬모를 움직이거나 근육을 수축시켜 기거나 꿈틀거리며 움직인다.
플라나리아는 작은 동물을 잡아먹거나 죽은 동물을 먹는다. 또한 수정된 알을 고치 속에 낳는다. 새끼는 크기가 작을 뿐 성체와 똑같은 모습으로 부화한다. 재생력이 강해 몸에서 잘라낸 일부분으로도 완전한 개체로 성장할 수 있다. 몸의 일부분을 다른 개체에 이식하여 머리가 두 개거나 꼬리가 두 개인 몸을 만들 수 있는 등 실험재료로 유용하게 쓰인다. (플라나리아를 여러 토막으로 내도 재생을 할 수 있다.)
플라나리아의 종류로는 바다 플라나리아, 육상플라나리아 등이 있다.